# حرف معنى
حرف المعنى  لفظ دلّ على معنى في غيره، مثل: من، فإنّ هذا اللفظ كلمة دلت على معنى وهو الابتداء وهذا المعنى لا يتمّ حتى تضُمّ إلى هذه الكلمة غيرها، فتقول «ذهبت من البيت» مثلا.
ومن أمثة الحرف: من، إلى، عن، على، إلا، لكن، إنّ، أن، بلى، بل، قد، سوف، حتّى، لم، لا، لن، لو، لمّا، لعلّ، ما، لات، ليت، إن، ثمّ، أو.
وهو أحد أقسام الكلمة، يقال له الأداة. وهو كلمة لا يظهر معناها إلا إذا ركّبت مع غيرها. ويقال لها حروف المعاني، كما أَن حروف الهجاء يقال لها حروف المباني. والحروف كلها مبنية.
ومن ذلك حروف الجر وحروف العطف والنداء وإن وأخواتها.

## عامل أم غير عامل
تنقسم الحروف إلى حروف عاملة مثل إن وأخواتها وغير عاملة أو العاطلة كأحرف الجواب.

## مختص بالأفعال أم بالأسماء
وتنقسم أيضاً إلى حروف مختصة بالأفعال كأحرف التحضيض، ومختصة بالأسماء كحروف الجر، ومشتركة مثل: ما ولا النافيتين والواو والفاء العاطفتين.

## قائمة

تقسيمات حروف المعاني بحسب وظائفها (أعمالها) وأقسامها (مبانيها) ومعانيها (دلالاتها)

- حرف جر
- لام التوكيد
- لام الأمر
- لام التعليل
- حرف عطف
- حرف مصدري
- حرف نصب
- حرف استدراك
- حرف جواب
- حرف ردع
- حرف سببية
- حرف تحقيق
- حرف حال
- واو المعية
- حرف شرط
- حرف تسوية
- حرف تحضيض
- حرف تفصيل
- أداة استثناء
- حرف استقبال
- حرف ابتداء
- حرف تفسير
- حرف استفهام
- حرف نفي
- حرف كاف
- حرف نهي
- حرف استئنافية
- أداة حصر
- حرف اضطراب
- حرف واقع في جواب الشرط
- حرف زائد
- حرف فجاءة
- حرف نداء
- حروف مقطعة

## أمثلة
- حيث

## وصلات خارجية
- "معاني الباء في اللغة العربية والاستعمال القرآني". مؤرشف من الأصل في 2018-10-21.

.